# Colgate Far East Open
Het Colgate Far East Open was een golftoernooi van de Amerikaanse Ladies PGA Tour (LPGA).
De eerste edities waren in 1974 en 1975 en werden op de Victoria Golf Club in Melbourne gespeeld. Ze telden nog niet mee voor de rangorde van de LPGA. Daarna kwamen vier edities die volledig meetelden. Het toernooi vond altijd plaats in november of begin december.
| Jaar | Baan                          | Winnares            | Score | Score |
| ---- | ----------------------------- | ------------------- | ----- | ----- |
| 1974 | Victoria Golf Club, Melbourne | Sandra Post         | 218   | par   |
| 1975 | Victoria Golf Club, Melbourne | Pat Bradley         | 216   | par   |
| 1976 | Manila Golf & Country Club    | Amy Alcott          | 211   | -5    |
| 1977 | Singapore Island Country Club | Silvia Bertolaccini | 214   | -2    |
| 1978 | Royal Selangor Golf Club      | Nancy Lopez         | 216   | par   |
| 1979 | Manila Golf & Country Club    | Silvia Bertolaccini | 213   | -6    |